# Protestancki Kościół Metodystyczny w Beninie
Protestancki Kościół Metodystyczny w Beninie został założony przez Thomasa Bircha Freemana, metodystycznego misjonarza i urzędnika kolonialnego w Afryce Zachodniej w 1843 roku. Został wysłany przez Metodystyczne Towarzystwo Misyjne w Londynie. Freeman był synem wyzwolonych niewolników. Kościół Metodystyczny w Beninie jest podzielony na 15 synodów i liczy 210 000 wiernych.